# 機神兵団
『機神兵団』（きしんへいだん。英題：Alien Defender Geo-Armor: Kishin Corps）は、山田正紀による日本のSF冒険小説。1990年から1994年にかけて、中央公論社C★NOVELSから新書版全10巻が刊行された。イラストはひろき真冬。第26回星雲賞（日本長編部門）受賞。1999年には角川春樹事務所から新装版が文庫サイズで刊行された（ハルキ文庫）。イラストは三浦均。挿絵の変更にともない登場人物とメカニックのデザインが一新された。

## あらすじ
舞台は1937年、上海。8月13日、日本軍上海陸戦隊は突如謎の敵、エイリアンに襲撃される。辛くもこれを退けることには成功するも、敵のロボット兵士の残骸から、プログラムを自己増殖する機能を持ったユニット“モジュール”が発見され、列強各国はエイリアンのテクノロジーと第二次世界大戦前の技術・機械を併用した巨大ロボット兵器『機神』の開発に成功する。第二次世界大戦前夜、暗雲立ち込める世界に突如としてもたらされた未知のテクノロジーにより、今、誰も想像していなかった未踏の歴史が始まろうとしていた。

## 書籍一覧
- 機神兵団 1《満州黎明篇》
- 機神兵団 2《上海烈日篇》
- 機神兵団 3《渤海基地殲滅作戦》
- 機神兵団 4《バルカンの嵐》
- 機神兵団 5《ナチス装甲騎士団》
- 機神兵団 6《要塞都市》
- 機神兵団 7《巨神の戦場》
- 機神兵団 8《遙かなり敦煌》
- 機神兵団 9《時間の涯》
- 機神兵団 10《星に祈りを》

## 主な作中用語

### 機神兵団
先の上海陸戦隊襲撃事件（碑坊路事変）を受けて日本軍陸軍参謀本部直属の独立部隊として（アニメ版では米、英、仏、日の連合組織として設立されたが、団員はビルやエヴァ、アルなどを除き全て日本人であった）設立された。アニメ版では某国の山岳地帯に機神号、富岳、竜神サポート用潜水艦（名称不明）、飛行船まで秘匿可能な巨大な基地を持っている。第7巻でルッチェランドに侵攻するドイツ軍とナチス装甲騎士団を阻止するため、富嶽搭乗組を除く団員は全員玉砕、同様に富嶽を除いた機神を含む全ての装備・車輛も消失している。アニメ版では(おそらく)一人の戦死者も出さず、富嶽と機神号は破壊されたようでも機神も全機健在でのエンディングとなる。

### エイリアン
1937年8月9日、上海碑坊路にて二人の日本軍人が殺される事件が起こった。これがいわゆる「碑坊路事変」の発端である(現実の歴史においても同年同日二人の日本軍人が殺害されている)。日中が互いに双方の陰謀であると主張し、軍まで動き出した中、8月13日、魔の金曜日、ついに戦端が開かれた。だが日本軍の敵は中国軍ではなく、また中国軍の敵も日本軍ではなかった。この時初めてエイリアンが目撃されることとなる。その外見は全身を金属のようなもので覆われ、頭部はつなぎ目の無いヘルメットのようなものを被り、そこから赤い光(レーザーサイト)を発するという異様なものであった。日本軍では敵性言語を嫌うためエイリアンには「翳霊黶」、エイリアン兵には「魔神」という文字があてがわれた。碑坊路事変の後、戦場にはエイリアン兵の残骸、すなわち「モジュール」が残され、列強各国の熾烈な争奪戦の末最終的に19個のモジュールが人類にもたらされた（碑坊路事変の後、エイリアン兵には自爆装置のようなものが備わり、以後は何体破壊してもモジュールは手に入らなくなった）。このモジュールひいてはエイリアンはあらゆる物に感染し、それを意のままに操る能力を持っている（戦車などの機械類から、馬車やカカシのような物まで）。アニメ版においては全身が白色の粘土状の物質で構成された人型の姿をしており、頭部のスリットの中央にはレーザーサイトが備わっている。戦車や航空機に取り憑くことは原作と同様だが、さらに人間の体内に侵入し同化する能力も持っている。最終局面においては「エイリアンの核」と呼ばれるものが登場し、これを破壊する所で終幕となる。

## 登場メカ

### 機神兵団
機神（きしん）
エイリアン兵のモジュール（コンピューター）を元に建造された戦闘ロボット。開発段階でのモジュールの暗号名「KISSING DISEASE(キス病)」から「機神」と名づけられ、日本が得た3基のモジュールから雷神、竜神、風神の3体の機神が作られた。当初はエイリアン兵をそのまま模倣することが目標とされていたが、当時の技術の限界によりやむを得ず数倍に拡大した巨大ロボットとして設計、製作された経緯を持つ。だがそれにより機神はエイリアン兵とは比較にならない程の破壊力を得ることとなった。
基本仕様
1．両肩両腰に中島飛行機製作所製造の光一型ピストンエンジン4基、起動時には兵団員が慣性起動機（イナーシャ）を回しエンジンを点火させる。
2．起動時に背中に真空管で構成された発信器を取り付け、高電圧パルスを送り込みモジュールを起動させる。後に白蘭花が発信器なしで起動できる方法を見つけた。
雷神（らいじん）
陸戦壱式(アニメ版では弐式)（重機動型）機神。3体の機神の中で、最大のパワーと装甲を誇る。パイロットは白蘭花。
武装：75mm戦車砲2門、頭部左右に7.7mm機銃を各1基。火炎放射器（右手）。放電器（左手）。全高14m(アニメ版)。
竜神（りゅうじん）
陸戦弐式(アニメ版では壱式)（水中駆動型）機神。水陸両用型。パイロットは榊大作。
全備重量36トン、水中排水量40トン、陸上巡航速度29キロ、水中巡航速度25ノット。腹腔に燃料主タンクがあり、1200リットルの燃料を搭載できる。
武装：12センチ砲1門、7.7ミリ旋回機銃1丁。両肩に53センチ酸素魚雷2基搭載。潜水時には潜水艇に変形。全高15.3m(アニメ版)。
風神（ふうじん）
陸戦参式（空中降下型）機神。パイロットは真澄公彦。
武装：20mm機関砲4門。7.7mm機銃2門。滑空時には両腕両足が翼に変形。背中に緊急時用の使い捨てのロケットブースター2基搭載。原作では両手は布製の滑空翼として描かれ、グライダーに似た飛行(滑空)が可能。全高16m(アニメ版)。
四式機神(よんしききしん)
陸戦四式機神。原作には未登場の、アニメオリジナルの第四番目の機神。パイロットは鷹村大志。
雷神の後継機的な機体であり、機神兵団が建造した4体の機神の中では最大の体躯を持つ。他の機神と違い6基のエンジンを動力としており、搭載された鷹村モジュールの性能も相まって桁違いのスピードを誇る格闘戦主体の機神。固定武装として腰部に2門の戦車砲を持つ。輸送には専用の大型飛行船が用いられ、起動には背部に背負う形となる発電ユニットを必要とする。なおこの機体のみ他の機神のような「神」という呼称が登場しない。全高18m。
機神号（きしんごう）
雷神輸送用の装甲列車。パシナ形蒸気機関車とされる。アニメ版においては原型を留めないほどに改造され、超巨大な機関車として描写された。
富嶽（ふがく）
風神の母船となる空中軍艦（飛行艇）。元は中島飛行機製作所が独自に「Z機」として開発していた超大型爆撃機を機神兵団が譲り受けた機体。
小白竜（シャオパイロン）
アメリカン・バンタム製ジープとほぼ同じ性能を持つ白蘭花の愛車。九八式小型乗用車の設計仕様から独自に開発したと考えられる。

### ドイツ第三帝国
ボルウェルク
ナチス・ドイツの開発した機神「装甲騎士（パンツァーカバリエ）」の呼称。ゲルマン神話の、神々を滅ぼす者達の名を付けられている。
ミッドガルドシュランゲ
空戦型装甲騎士（パンツァーカバリエ）。パイロットはフーベルト・フォン・マイヤー少尉。
全備重量23トン（本体4トン、移動部17トン、翼2トン）。最高速度、飛行時420km/h、地上時68 km/h。航続距離、飛行時260キロ、地上時90キロ。
動力：移動部、ユンカースJumo213Aエンジン（液冷V型12気筒、出力1770hp）2基、双胴設計の胴体にキャタピラを装備。本体部、ダイムラー・ベンツDB605エンジン（液冷V型12気筒、出力1475hp）2基搭載、移動部が破壊された時は独自に2足歩行することも可能。
武装：移動部、ラインメタルMk108・30ミリ機関砲4門。2名の乗員により、移動部のみで移動・戦闘も可能。本体部、20ミリ機関砲4門。
翼は取り外し可能で、フリュムの水中翼と互換可能。
フリュム
水上戦闘型装甲騎士（パンツァーカバリエ）。
全備重量14トン、歩行最高速度32キロ、巡航速度22ノット、水上での最高速度49ノット。航続距離、地上60キロ、水上110キロ。燃料搭載量480リットル。発動機2基、ダイムラー・ベンツDB605A、液冷V型12気筒、出力1475Hp。
武装：主砲12.8センチ、K40L61砲（KwK電気式撃発方式）1門。7.92ミリMG34機関銃2門。火炎放射器1基。
装甲：前面85 - 120ミリ、背面60 - 100ミリ。
フェンリル
陸戦型装甲騎士（パンツァーカバリエ）。
全備重量85トン、最高速度52キロ、巡航時速46キロ。燃料搭載量、本体6000リットル、移動部930リットル。
武装：本体部、主砲88センチ砲（KwK43L71砲）2門、火炎放射器、5連装ロケット砲（15センチ、NbW41）装備。移動部、7.92ミリMG34機関銃2門、地雷敷設も可能。
装甲：本体部、前面装甲100 - 200ミリ、背面装甲100 - 180ミリ。移動部、前面装甲200ミリ、側面100ミリ、上面80ミリ。移動部には2連装キャタピラを装備。
新時代（ウーイ・イデーク）
パンツァーカバリエのプロトタイプで、ルッチェランド所有のロボット。実用に耐えるものとして実戦投入されたのは、重機動型の陸戦モデル1機のみ。
体長22メートル、全備重量52トン、燃料搭載量2300リットル。
武装：75mm戦車砲3門、7.7ミリ旋回機銃4門。
パンツァーカバリエ(装甲騎士)(アニメ版)
アニメ版第4話より登場する、ナチスがエバの残したデータを元に改良を重ねつつ仕上げた機神。体躯は雷神よりも4m全高が高いとされる四式機神よりもさらに大きく、実際にVHS・LD封入のライナー記載の設定画で雷神とのスケール比較が確認できる。
胸に鉤十字をあしらい、その左右へと展開するポッドには30mmSG118機関砲10基が装備されている。
主動力は電気で、機体各部に独立式のモーターを配しており、これを駆動する強電力は攻撃用として両腕から放電することもできる。その両腕の両拳は打撃用武器として本来は固定されているが、最終決戦において複数のモジュール＝エイリアンと融合した際は五指がそれぞれ可動するようになる。設計段階から対ロボット兵器を想定された機体。
唯一最大の弱点として、前面装甲への集中増加の犠牲として装甲厚が下がった背面であるが、それを補うためにマント状のチェーン・アーマーを装着している。このアーマーは緊急時にはコックピットからの操作で投棄することが可能で、機体重量を軽減できる。
搭載されたモジュールを厳重に装甲されたユニットに格納している日本の機神と違い、本機では操縦者との共感現象を高めるために腹部にあるコックピット内にモジュールが設置されているが、これにより、厳重な装甲服(パイロットスーツ)を着た状態で乗り込んでも、操縦後にはモジュールの作用により操縦者は全身の細胞、筋肉や心臓、神経までが人間とは呼べない状態にまで変化してしまい、そして死亡する。
最終2巻の時代設定である1945年の段階では本機の量産も着々と進行している描写があるが、それに先立って初登場時の1943年においてもすでに上記の理由によりパイロットスーツはそれを着るパイロットの候補生とともに多数用意されていた。
劇中においては敵味方双方から単にパンツァーカバリエとのみ呼称され、原作版の各機個体名称との関連は不明である。

### その他のメカ
サンダーボルト（電撃軍団）
アメリカ合衆国の開発した機神からなるロボット部隊。なおアメリカは独自にモジュールを研究し、完全ではないがモジュールをコピーすることに成功した。アメリカ製の機神が搭載しているのは全てこのコピーされたモジュール、すなわち後に言う「コンピュータ」である。
ライトフット
軽装型の機神。頭部に20mm機関砲を搭載している。スカート（浮き）を装着することにより水上活動も可能。ゴビ砂漠では錯乱状態となった白蘭花が操る雷神と砲火を交えた。

## 主要登場人物
白蘭花（バーレーホー）
雷神の操縦士。性別不詳の美貌の馬賊。天才的な射手であり、馬上拳法「八段錦(バータンチン)」の使い手。機械に精通し、戦車などの車両の操縦にも優れ、自ら作り上げた愛車小白竜を自在に操る。かつては「独り馬賊の白蘭花」と呼ばれ、関東軍や日本人馬賊と敵対していた。日本人馬賊小日向白朗(作中では白郎)による包囲戦から自分の命を助けた謎の男、柴火に命じられ、当初は内情を探り彼に情報を流すための密偵として機神兵団に参加。他人を寄せ付けない性格だが、次第に機神兵団の仲間達と心を通わせるようになる。銃身が1フィートもある特製のモーゼル(アニメ版ではモーゼルC96のm1930/ユニバーサル)を使用する。
榊大作（さかき だいさく）
竜神の操縦士。元上海陸戦隊の1等水兵。アマ相撲の横綱であり、気は優しく力持ちな、金太郎のような若者。甘い物に目がなく、実は料理も得意。上海での輸送艦の護衛任務中に負傷。戦死したことにされ、機神兵団への配属を命じられる。複雑な機械を扱ったことがなく、本人も配属当初はぼやき気味だった。姉真貴子を敬愛しており、密かに自分の生存を知らせていた。白蘭花を弟のように思っている。物語の最後、現代において雷神の白蘭花とともに機神兵団の本当の使命を果たす。
真澄公彦（ますみ きみひこ）
風神の操縦士。真澄伯爵家の御曹司であり貴公子。先祖は代々勇猛で知られた戦国大名の家系。キザを地で行く徹底した個人主義者。父親は貴族院議員の真澄石光だが折り合いは悪い。ディレッタントの天才飛行士であり射撃も得意。三度の飯より飛行機と女を愛する。真澄家のありあまる財力を背景に放蕩を繰り返しており、若手女優や人妻等々諸々との女性関係のトラブルもしばしば。それでも命を賭すような場面ではなんの迷いもなく自らの命を捨てて勝負に出る、底の抜けたように明るいニヒリスト。勝呂・ウィリアム・義光ことビルとは旧知の友人であり、そのつてで機神兵団に参加。パリの日本大使館在籍時にマリアンヌ・ブルムと出会い、戦いの中で再会する。後に榊大作の姉真貴子と結婚する。以前に関係を持った女の亭主に撃ち殺されそうになった経験から、22口径の拳銃を護身用に携帯する。学習院大学出身。
勝呂・ウィリアム・義光（すぐろ・ウィリアム・よしみつ）
機神兵団の責任者。フランスの日本大使館の文化宣伝係として働いているというふれこみだった人物。日本人とアメリカ人のハーフ。機械工学の専門家であり、機神の設計にも関わる。頭のはちが開き、老けたように見える独特の風貌をしているので公彦から火星人のようだとからかわれる。中国の旅順工科大学地下の機神の秘密工場にて大作を機神兵団に迎え入れる。
榊真貴子（さかき まきこ）
榊大作の姉。優しく芯の強い性格であり、大作自慢の姉。両親との死別後、親代わりとして大作を育ててきた。後に真澄公彦と結婚。駿河台の女学校の出身。
マリアンヌ・ブルム
東欧の小国、ルッチェランドの貴族の娘。金髪の美貌の持ち主。反国王派のリーダー。ナチスの脅威を危惧し、親ナチスの国王カーロス2世をクーデターで排除しようとするも失敗、幽閉されていた。公彦とはパリで出会い、再会を約束していた。ナチスのルッチェランド侵攻時、軍部の反ナチス派も糾合したレジスタンスのリーダーとして戦いを指揮。機神兵団の壮絶な最期を見届けた。後にマザー・レイチェルと名乗り、民族紛争の続くルッチェランドで孤児達の救援活動を行っている。
内藤
兵団員。酔っぱらうと深川の馴染みの芸者を自慢する気のいい江戸っ子。
福本
兵団員。日本画家だが実は春画が得意。密かに白蘭花をモデルに絵を描くことを夢見ている。
吉田
兵団員。元は丸の内の勤め人。冷静で胆力もあり、兵団のリーダー格。
千田
空中軍艦富嶽の機長。階級は少佐。もとは公彦が上海から日本に帰国する際搭乗した九七式飛行艇の機長だったが、どういうわけか機神兵団に編入されてしまう。自機の性能を知り尽くし、エイリアンの円盤に追いすがられた際咄嗟の判断で海上でV角で急上昇し後ろに切り立った波を攻撃の手段に使うなど、機長、操縦士としての腕は非常に優れている。なにかというと自分の妻を話に持ち出す、かなりの恐妻家にして愛妻家。
フーベルト・V(フォン)・マイヤー
装甲騎士ミッドガルドシュランゲの操縦士。ヒトラー親衛隊SSの少尉。マリアンヌに想いを寄せているが、ドイツの軍人としてルッチェランド侵攻に参加する。
ニコライ・マヤコフスキー
ロシアの軍人。元GPUの三等大将で、日本への諜報活動を専門としていたため日本語も堪能。言語学と暗号解読の専門家であり、エイリアンのモジュールを研究する自由を求め、とりあえずの亡命先として日本の中央参謀本部を選ぶ。本心では何を考えているかが容易には窺えない人物であり、自分の存在そのものといってもいいほどモジュールの研究に取り憑かれている。誰もがそれに狂騒する時代にあって愛国心などというあやふやなものに左右されず、全くの個人的な動機で生きている点に、その知識をあてにして接触してきた工藤龍策は自身と同じ臭いを感じ取る。その工藤とは違う分野において、ほとんど無尽蔵ともいえるほどの知識を有する。
工藤龍策（くどう りゅうさく）
関東軍顧問。元は理学博士で昭和5年の東京・大阪間の電送写真開始に関係し、大阪大学のサイクロトロン建造にも助力、NHKのテレビ開発にも貢献したと言われるほど無尽蔵の才能に恵まれ天才と謳われた科学者であり、石原莞爾(作中では石室莞爾とされているが)に師事し、彼の「世界最終戦争論(世界最終戦論ではない)」に共鳴しエイリアンと人類の進化に大きな興味を抱いている。またそれ故、機神兵団のような歴史の変転を予測する上でカードとして動向を読み切れないジョーカーのような存在がこの世界に紛れることを厭い、その排除のため3体の機神を手に入れようと様々な謀略をめぐらし、機神兵団を幾度も危地に陥れる。ルッチェランドでの機神兵団壊滅後はそのような意志も消え、実は生き残っていた機神パイロットの一人の真澄公彦に接近し、白蘭花、大作の二人のパイロットも同様に生き残っているのではという自らの推測を語り公彦を二人のいるであろう敦煌へと導くきっかけを担う。後に現代のルッチェランドで3体の機神の復活を見届ける。
柴火（ツァイホウ）
中国の裏社会に通じているらしい謎の男。「柴火」とは馬賊の黒語(隠語)で弾丸の意味。上海で乞食の数まで知らないことはないといわれるほどの情報通。白蘭花の命を助け、機神兵団に送り込んだ張本人。自らと利害が一致したからではあるが、結果的に危機に陥った機神兵団を助けたこともあり、その過程で大作と面識がある。最終的に公彦とは敦煌の砂漠に落下したエイリアンの円盤を巡り、お互いの奇妙な因縁を確かめあった後(ただし、本文中にはそれまでに二人が顔を合わせたという描写は一度も無いが)に戦闘を繰り広げる。物語中盤で新四軍ないしは八路軍いずれかの抗日民族統一戦線に関係している人物であることが本人から明かされる。
高村綾子（たかむら あやこ）
駆け出しのジャーナリスト。民族紛争の続くルッチェランドで取材を続けている。本名は真澄綾子であり、公彦と真貴子の孫。祖母である真貴子からペンダント状のモジュールを受け継いでいる。
道昌亥(どうしょうかい)
紅至誠教会という山東省からの流れを汲む新興宗教の導師であり、その風采のあがらない酒好きな老人といった見かけからは全く想像もできないが、導師と崇められるだけありタオや錬丹術、東洋医学に精通し、敦煌の砂漠に墜落し弱りかけたエイリアンの円盤を「治療」する。突如英語の単語を口にしたりするにつけ、横で聞いていた公彦に案外インテリなのではと推測されるが真偽は不明。機神兵団壊滅後その生存が噂されていた公彦をおびき出すために、なぜかゴビ砂漠でスツーカ爆撃機の中から発見された彼をアメリカが「噪子(サンズ)」というコードネームを用いて行方不明の公彦本人のことであるかのような偽の情報を流してふれまわった。
チャンス
駆け出しのカメラマン。アメリカ人。ビルの孫であり、綾子と同じようにペンダント状のモジュールを受け継いでいる。
カーロス二世
ルッチェランドの現国王。「小型のヒトラー」とも評される人物で自身の不倫問題から一時執政から遠ざかっていたが、民主政治を実施することを条件に王座に復帰。だが実際は極端な側近政治が執り行われ、ナチスにルッチェランドを売り渡すも同然の行為に走る。
劊子手 (ホイノショウ)　
青幇の殺し屋で人間離れした体術を繰る陰陽拳の達人。清王朝時代から先祖代々死刑執行の首切り役人の家系で、一度彼に狙われた人間は地のはてまで逃げたとしても殺されてしまうといわれている。プロの殺し屋としてのプライドから一度狙った白蘭花を自ら仕留めることに拘り、何度も死闘を繰り返す中で白蘭花との間に独り馬賊と殺し屋の間でしか通用しない奇妙な友情を築く。緋房の付いた鏢を使う。肉声を発せずに相手に言葉を伝える「遠声の術」と呼ばれる陰陽拳の秘術や、物理法則を無視したような「三角跳び」、果ては疾走するロールスロイスをぶつけられても血の一滴も流さずにいずこかに消え去るという、文字通り化け物ともいえる人物。
石森幹夫
ベルリンで観た衣笠貞之助の「十字路」に感銘を受け、同地に滞在していた彼に師事していた映画監督志望のカメラマン。上海在住時の1937年8月13日、偶然「碑坊路事変」を撮影することに成功する。後にこの映像は「イシモリ・フィルム」と呼ばれ各国の諜報機関による壮絶な争奪戦が演じられることになる。

アニメ版オリジナルの登場人物たち
鷹村大志(たかむら　たいし)
アニメ版の主人公。1929年12月8日生まれ。モジュール研究の第一人者として対エイリアンの(アクティブ・ディフェンス・システムとしての)兵器(機神)の開発者でもあった鷹村立志とその妻ソフィア・鷹村の一人息子。1941年10月、満鉄にて満州から日本への帰途、関東軍の臨検に遭い父を、さらには同時に出現したエイリアンの襲撃により母を失い、ロシアの街ウラジナバンクへと流れついた後はそこで隊長たちと一緒に孤児として暮らしていた。襲撃から2ヶ月後(おそらく劇中の人物の台詞から真珠湾奇襲の前日であると思われる)、同地で先の襲撃の時に受けた背中の傷を手当てしてくれたドイツ人の医者マリア・ブラウンの訪問を受けるが、彼女を追ってきた関東軍により父から託されたモジュール(通称鷹村モジュール)を奪われ、救援に駆け付けた白蘭花、大作と合流する。その後は関東軍とのモジュール、モジュールボディー(機神)の争奪戦に巻き込まれていく中でいつの間にか機神兵団に引き込まれる形となる。1943年が舞台の4、5巻を経て、そして最終2巻の1945年時にはたくましい青年、一人前の戦士として成長しており、最終決戦の地リューゲン島のナチス基地で父の敵である新開についに一撃を見舞うことに成功する。本作OVAはそんな彼の成長を物語の一つの軸として描かれている。
離別の際に父親からモジュールボックスとともにカバンに入れて手渡された万年筆(フランス製バイヤールゴールドスターリーNo.254)が父の形見である。
新開纏(しんかい　まとい)
関東軍大佐。生まれは九州。自らの任地志願により関東軍に配属される。雲をつくような大男で日本刀の使い手。自らの目的のためには手段を選ばない。1941年10月のエイリアン襲撃時にエイリアン兵の爆発に巻き込まれ左目の周りにその引き攣れた傷跡が残る。ナチスのハンス・リンゲルと接触し、後に彼と行動を共にし協力する一方でドイツ第三帝国ともども自らの支配下に置こうという意志も持っていた。理由は不明だが背部に銃弾を浴びても平然としている描写がある。煙草の煙が苦手で、自身との同席者には基本的に喫煙を許さない。
藤島芳子
後藤マサヲ
マリア・ブラウン
エバ・ブラウン
ハンス・リンゲル
田村参謀
半澤機関助士
吉田機関助士補
神原技師長
上村の台詞の上でのみ語られる人物。その時の状況から、おそらく機神兵団の、わけても機神号そのものか発電設備の整備もしくは製作をした人物と思われる。半澤機関助士、吉田機関助士補の例からおそらくモデルは(その想像される彼自身の容姿も含めて)本作の録音監督の神原廣巳氏ではないかと推察される。
上村
機神兵団の陸戦部隊機神号において雷神起動時にその機神号側の作業を任務とする「起動係」の一人。最終決戦時のリューゲン島上陸時に、雷神起動準備中、モジュール起動用クロックを送り込む発信機の6基の発電機のうちの参番にエイリアン兵が巻き込まれ大破してしまい、残った5基だけでは電圧が足りないという状況で、発電機全基の爆発を覚悟のうえ上記の神原技師長に詫びつつ送電システムの電圧をオーバーロードさせ雷神を起動させる。他の起動係の発言から同係の責任者のような立場にあると思われる。
大坪
上村と同じ起動係の一人。上記の発電機爆発時に起動係の一人が間近で巻き込まれており、それ以外にも何人かの起動係と思しき兵団員が画面内に描かれているが、眼鏡をかけているのが上村であるということ以外はどの人物が大坪で下記の伊藤なのかは不明である。
伊藤
上記の上村、大坪と同じ起動係の兵団員。発電機爆発を受け機神号に同乗していた田村参謀が現場である発電機車輛の起動係の安否を車内無線にて確認するが、その時に名前が出たのがこの3人である。
鈴木
山岳地帯に在する機神兵団基地において、完成した四式機神のお披露目の際照明を担当していた兵団員。ビルの合図によりライトアップで四式を浮かび上がらせようとするも、四式のテスト作動の時にバッテリーを使い切ってしまっていたため点灯できなかった。スピーカーによる通信連絡の声でのみの登場であり、その容姿は不明である。
アル
ジャック
パール
フェイ
マック
クッキー
隊長

## オリジナル・アニメーション・ビデオ化作品
1993年から翌年にかけて、パイオニアLDCよりOVA化作品が発売された。
1998年にDVD版が発売、その後2004年に映像特典と英語音声をカットした廉価版が発売された。
発表年が近いことから、当時はジャイアントロボとよく比較されたという本作。ジャイアントロボが完結までに5年半かかり、途中製作資金の回収のために本編とは全く無関係な外伝が3編製作されているのに対し、本作は、途中製作会社の倒産という事態を受けながらもほぼ当初の予定通りの期間でリリースされている。漫画家【要出典】のあさりよしとおは意図は不明だが何か本作に思うところがあり、自身の漫画内に本作のキャラクターを揶揄したものを登場させたというが。【要出典】

### OVAサブタイトル
- 壱「出撃! 雷神起動指令」
- 弐「奇襲! 要塞島攻防戦」
- 参「争奪! 爆走列車作戦」
- 四「機神対装甲騎士（前編）」
- 伍「機神対装甲騎士（後編）」
- 六「進撃! 敵エイリアン基地」
- 七「少年よ、大志を抱け!」

### キャスト
- 鷹村大志：藤田淑子（1-7）
- 鷹村立志：高山栄（1）
- ソフィア鷹村：寺瀬めぐみ（1）
- 勝呂・ウィリアム・義光：古川登志夫（1-7）
- 真澄公彦：広中雅志（1-7）
- 榊大作：島田敏（1-7）
- 白蘭花：川村万梨阿（1-7）
- エバ・ブラウン：鶴ひろみ（1-7）
- マリア・ブラウン：鶴ひろみ（1-2・4-7）
- 新開纏：若本規夫（1-7）
- 後藤マサヲ：掛川裕彦（1-7）
- 藤嶋芳子：山本百合子（1-7）
- 隊長：西原久美子（1）
- パール：笠原留美（1・5）
- マック：沼田祐介（1）
- フェイ：三石琴乃（1）
- クッキー：萩森侚子（1）
- ジャック：堀川亮（1・4-7）
- アル：田中和実（1）
- 監視員：川津泰彦（1）
- 釣り人：田中一成（1）
- Mr.キャッツバーグ：銀河万丈（2）
- ナカジマ機長：阪脩（2・4）
- 通信員：里内信夫（2）
- 操縦士：増田有宏（2）
- 哨戒兵：山田真一（2）
- 田村参謀：屋良有作（3・5-6）
- 大石機関士：岸野幸正（3-4）
- 半澤機関助士：新田三士郎（3-7）
- 望月兵団員：川津泰彦（3）
- 整備兵：増田有宏（3）
- 伝令兵：江川央生（3）
- 女性兵団員：中村尚子（3）
- ハンス・リンゲル：塩沢兼人（4-7）
- アルバート：掛川裕彦（4）
- ヘレン：寺瀬めぐみ（4）
- 吉田機関助士補：太田真一郎（4-5）
- 隊長：山口勝平（5-6）
- 運転手：安西正弘（5）
- 教授：八奈見乗児（5）
- アル：川津泰彦（6-7）
- 鈴木：小林俊夫（6）
- 上村：風間信彦（6）
- フィレオ：松丸卓也（7）
- 通信兵：幸野善之（7）
- 団員：増谷康紀（7）

### スタッフ
- 原作 - 山田正紀
- 監督・構成 - 石山タカ明
- 演出 - 水野和則（1 - 6）、石山タカ明（7）
- キャラクターデザイン・作画監督 - ゴトウマサユキ
- メカデザイン・作画監督補 - 山崎健志、渡辺浩二
- メカニックアドバイザー - 望月優太郎
- コンセプトアドバイザー - 山崎大志
- 美術監督 - 中村光毅（1 - 6）、佐藤正浩（3 - 7）
- 撮影監督 - 池上元秋（1、2、4）、沖野雅英（3、5）、小西一廣（6、7）
- キャスティング - 古市利雄
- 録音 - 神原廣巳
- 音楽 - 和田薫
- 音楽プロデューサー - 川瀬朗
- プロデューサー - 山田久郎、田村常夫（1 - 5）、三浦亨（6、7）、渡辺欽哉（6、7）
- 協力 - 辻事務所
- 制作担当 - 半澤秀穂
- 制作進行 - 吉田悟、許成竹、平子あずさ
- タイトル - マキ・プロ
- 制作 - 銀河帝国（1 - 5）、AIC（6、7）
- 製作 - パイオニアLDC

### 挿入歌
- 「鉄砲と花」（1）

作詞 - 石山タカ明 / 作曲・編曲 - 和田薫 / 歌 - 川村万梨阿
- 「天津パラダイス」（5）

作詞 - 枯堂夏子 / 作曲・編曲 - 佐橋俊彦 / 歌 - 鶴ひろみ
- 「機神兵団歌」（5）

作詞 - 石山タカ明 / 作曲・編曲 - 和田薫

### 漫画
「少年キャプテン」（徳間書店）誌上で岡昌平による漫画版が連載された。

### CD
- 機神兵団 零 機神兵団出撃せよ! (1993/01/26, パイオニアLDC, PICA-1006) ドラマCD
- 機神兵団 音楽篇 (1993/03/25, パイオニアLDC, PICA-1012)
- 綱響歌劇 機神兵団 アニメーションオーケストラの響き (1993/06/25, パイオニアLDC, PICA-1017) 和田薫の鋼響歌劇「機神兵団」全曲をメインに他アニメの楽曲も含めたフルオーケストラコンサートのライヴ録音
- 機神兵団 続･音楽篇 (1993/08/25, パイオニアLDC, PICA-1021)